# Cellieu
Cellieu là một xã trong tỉnh Loire miền trung nước Pháp.